# Маргеріт Юрсенар
Маргері́т Юрсена́р (фр. Marguerite Yourcenar, 8 червня 1903, Брюссель — 17 грудня 1987, Маунт-Дезерт-Айленд, Мен) — французька письменниця. Перша жінка — член Французької академії, обрана в 1980 році.

## Біографія

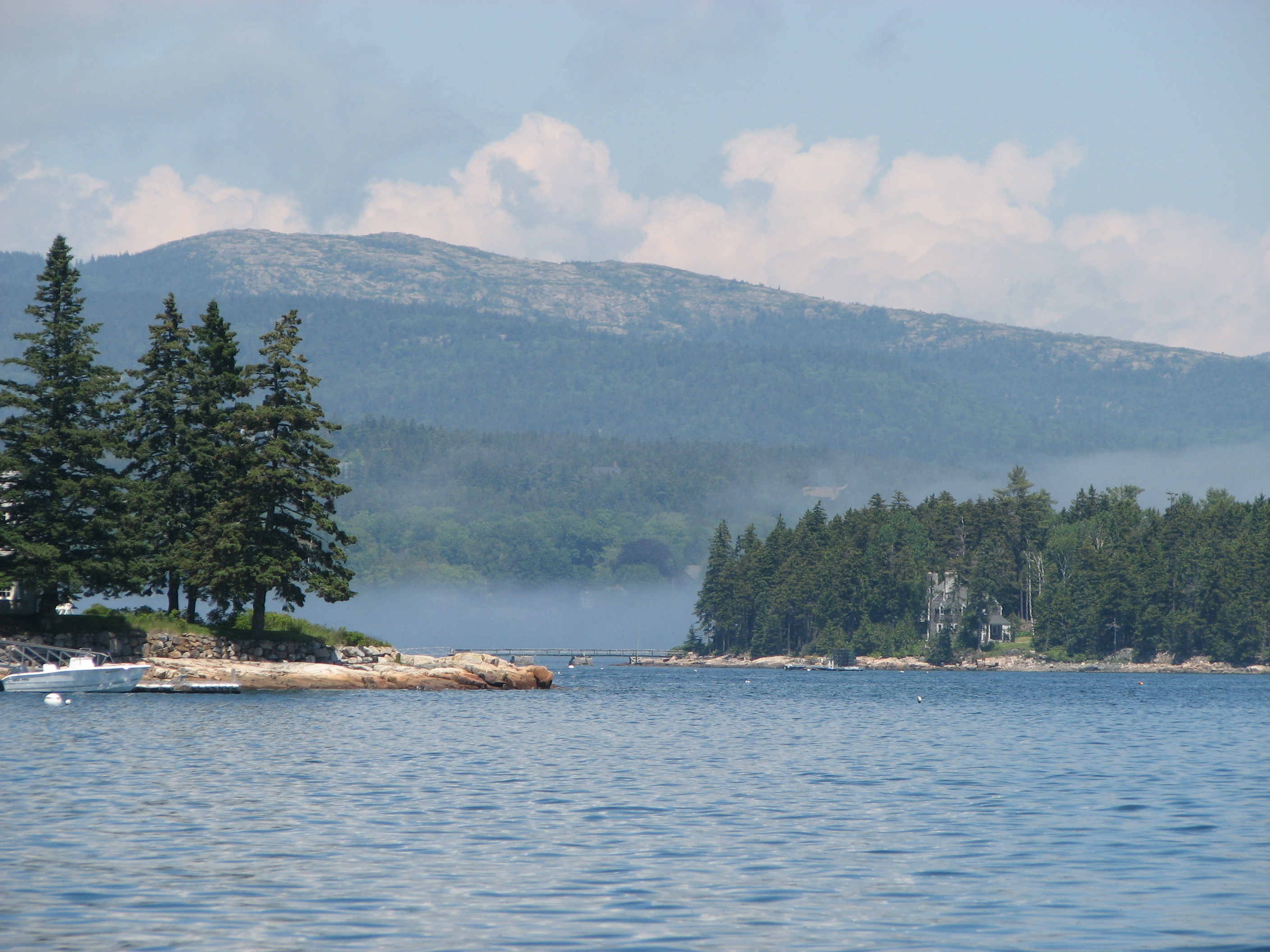
Маунт-Дезерт-Айленд

Маргеріт Юрсенар (справжнє ім'я: Маргеріт Антуанетта Жанна Марі Ґіслен Кленеверк де Креянкур) народилася в Брюсселі в аристократичній родині. Її батько, Мішель Кленеверк де Креянкур, походив з французької Фландрії, мати, Фернанда де Картьє де Марш'єн, була бельгійкою. Мати померла, коли Маргеріт було лише десять днів від роду. Дівчинка виховувалась батьком, нонконформістом і пристрасним мандрівником. До Першої світової війни літо вона проводила в Ліллі, а зиму — в родовому маєтку, розташованому біля «Чорної гори» (фр. Mont Noir), на франко-бельгійському кордоні. Іспити на бакалавра вона здала в Ніцці, не відвідуючи школи. Першу книжку видала за власний кошт у 1921 році, вона називалася «Сад химер» (фр. Le Jardin des chimères).
Маргеріт багато подорожує разом з батьком: Лондон, південна Франція, Швейцарія, Італія, де вона відвідує віллу римського імператора Адріана. Пам'ять про ці відвідини інспірує її до написання свого найвідомішого роману «Спогади Адріана».
У 1929 році публікує перший роман «Алексіс», у якому відчувається вплив Андре Жида. Після смерті батька в 1929 році веде богемне життя між Парижем, Лозанною, Афінами, грецькими островами, Стамбулом, Брюсселем. У 1939 році разом зі своєю подругою Ґрейс Фрік від'їжджає до США.
З 1950 року оселяється на острові Маунт-Дезерт-Айленд у штаті Мен. У США Юрсенар викладає французьку літературу й історію мистецтва.

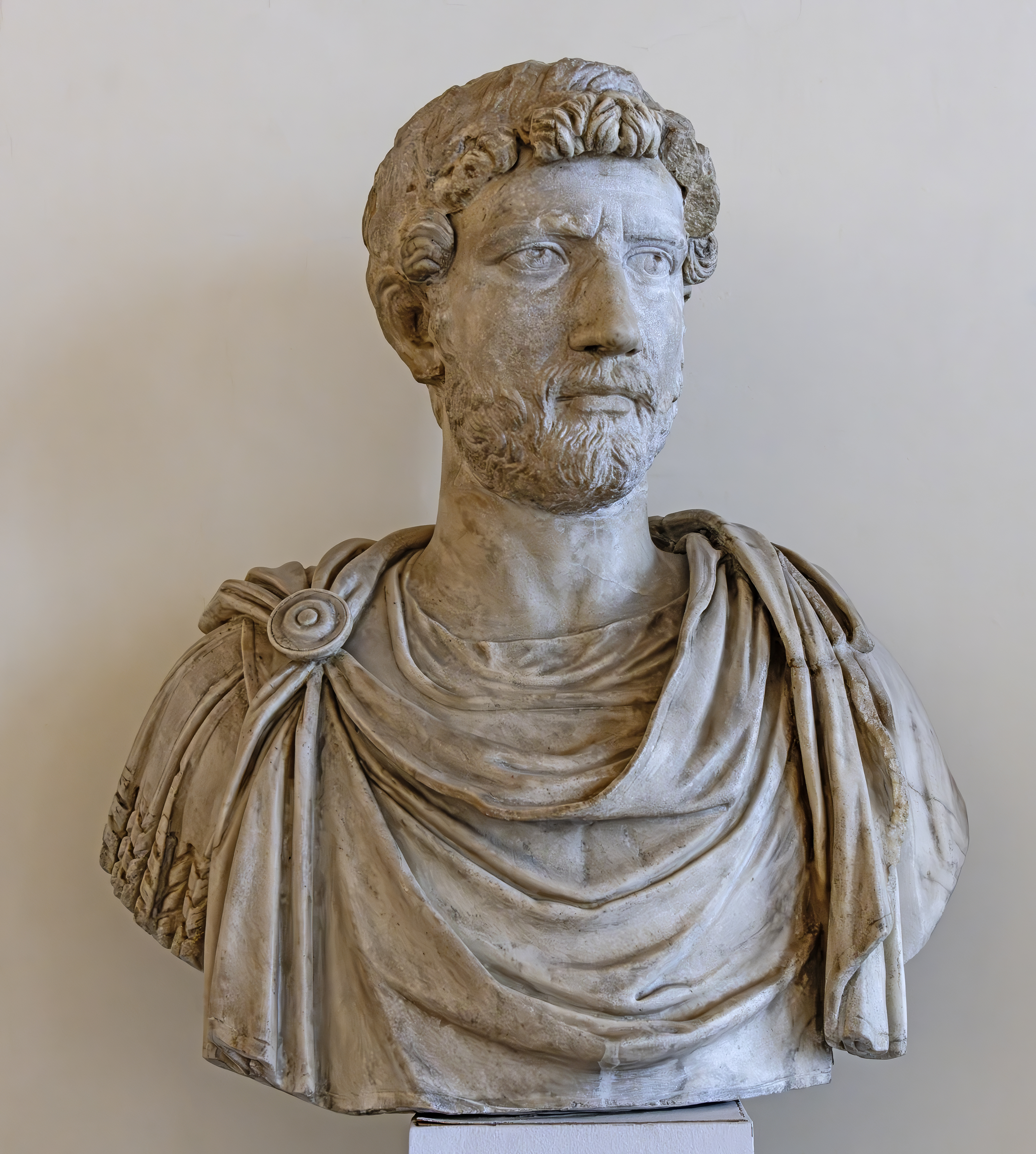
Публій Елій Траян Адріан (Publius Aelius Traianus Hadrianus) — головний персонаж «Спогадів Адріана»

Її роман «Спогади Адріана» (фр. Mémoires d'Hadrien)(1951 р.) приносить їй світове визнання. У 1970 році її обирають до Бельгійської королівської академії літератури й мистецтва, а в 1980 — до Французької академії (на місце № 3, яке раніше займав Роже Каюа). Юрсенар — перша жінка-академік і перша уродженка іншої країни, яка удостоєна такої відзнаки.

## Псевдонім
Псевдонім «Юрсенар» (фр. Yourcenar) — це анаграма її справжнього прізвища Креянкур (фр. Crayencour), лише без однієї літери «c».

## Особисте життя
Маргеріт Юрсенар була бісексуалкою.

## Твори
- Le Jardin des chimères (1921, поезія)
- Alexis ou le Traité du vain combat (1929, роман)
- La Nouvelle Eurydice (1931, роман)
- Pindare (1932), essai
- Denier du rêve (1934, роман)
- La mort conduit l'attelage (1934)
- Feux (1936, поезія в прозі)
- Les Songes et les Sorts (1938)
- Nouvelles orientales (1939, оповідання)
- Le Coup de grâce (1939, роман)
- Mémoires d'Hadrien (1951, роман)
- Électre ou La chute des masques (1954)
- Sous bénéfice d'inventaire (1962, есе)
- Ah, mon beau château (1962) (про замок Chenonceau)
- Qui n'a pas son Minotaure ? (1963)
- L'Œuvre au noir (1968)
- Fleuve profond, sombre rivière (1974, поезія)
- Le Labyrinthe du monde. I, Souvenirs pieux (1974)
- Le Labyrinthe du monde. II, Archives du Nord (1977)
- La Couronne et la lyre (1979, поетична антологія перекладів з грецької)
- Mishima ou la Vision du vide, (1980, Gallimard, есе)
- Comme l'eau qui coule (1982) (Anna, soror, Un homme obscur, Une belle matinée)
- Le Temps, ce grand sculpteur (1983)
- Les Charités d'Alcippe, (1984, поезія)
- Le Labyrinthe du monde. III, Quoi ? L'éternité (1988)
- Écrit dans un jardin (поезія, ілюстрована П'єром Альбуїсоном, 1992)
- D'Hadrien à Zénon: correspondance, 1951—1956 (листування, 2004)
- Une volonté sans fléchissement: correspondance, 1957—1960 (листування, 2007)

## Українські переклади
- У 2012  «Творів» в «Університетському видавництві ПУЛЬСАРИ» вийшли романи М. Юрсенар «Чорне творіння» та «Вогні», об'єднані в одну книгу «Твори» (передмова, переклад, коментарі та примітки Дмитра Чистяка). Переклад творів був відзначений Премією імені Г.Сковороди Посольства Франції в Україні як найкращий переклад із французької українською у 2012 р., а також Премією імені М.Рильського Національної спілки письменників України[10].
- У 2017 р. у видавництві «Журнал Радуга» вийшов друком переклад роману «Адріанові спогади» також у перекладі Дмитра Чистяка.